# Jatutów
Jatutów – wieś w Polsce położona w województwie lubelskim, w powiecie zamojskim, w gminie Zamość. Leży na wschodnim skraju gminy, nad rzeką Łabuńką, w obrębie Padołu Zamojskiego.
Do 11 października 1973 w gminie Łabunie.
W latach 1975–1998 miejscowość administracyjnie należała do województwa zamojskiego.
Wieś jest sołectwem w gminie Zamość. Według Narodowego Spisu Powszechnego z roku 2011 wieś liczyła 663 mieszkańców.
Według spisu powszechnego przeprowadzonego w 2002: domy mieszkalne – 169, ludności ogółem – 651 osób (aktualizacja danych: liczba mieszkańców – 678, liczba gospodarstw rolnych – 43).
Wierni Kościoła rzymskokatolickiego należą częściowo do parafii Matki Bożej Bolesnej w Wólce Panieńskiej.

## Części wsi
| SIMC    | Nazwa             | Rodzaj    |
| ------- | ----------------- | --------- |
| 0906090 | Kolonia Druga     | część wsi |
| 0906108 | Kolonia Jatutów   | część wsi |
| 0906114 | Kolonia Pierwsza  | część wsi |
| 0906120 | Pod Hrubieszowską | część wsi |
| 0906137 | Przy Szosie       | część wsi |

## Historia
Pierwsza znana wzmianka pisemna pochodzi w 1460 (osada Jatholtow). Osada jest w XV w. częścią powiatu krasnostawskiego w ziemi chełmskiej. Osada zmieniała swoich właścicieli.
W rejestrze poborowym z 1564 osada Jatultow jest częścią parafii żdanowskiej. Osada była wówczas mała – liczyła ok. 42 ha gruntów. W końcu XVI w. wieś znalazła się w posiadaniu Jarosława Oleśnickiego chorążego helskiego (miał on także Łabunie, Wierzba i Ruszów). Po śmierci Oleśnickiego w 1635 majątek przejęli Firlejowie. Osada nadal była wówczas mała. Pod koniec XVII w. osadę kupili Marcin i Anna Zamoyscy. Wdowa Anna Zamoyska podarowała wieś klaryskom zamojskim. Jako uposażenie zakonu klarysek Jatutów wymieniany był jeszcze przez austriacki Kataster właścicieli dóbr ziemskich w Galicji z 1780.
Gdy 3 listopada 1782 klasztor klarysek w Zamościu został zlikwidowany przez cesarza Józefa II, z dokumentów wynika, iż klaryski posiadały już jedynie folwark Jatutów Panieński, na prośbę ordynata Andrzeja Zamoyskiego jesienią 1784 przekazany przez Austriaków szarytkom (Siostrom Miłosierdzia) z Zamościa. Dalsze losy folwarku szarytek w Jatutowie związane są już z dziejami Wólki Panieńskiej.
Pozostała część Jatutowa, z całą ziemią łabuńską, po śmierci Jana Jakuba Zamoyskiego w 1790 dostała się jego siostrzeńcowi, Michałowi hrabiemu Wielhorskiemu, od którego w 1801 odkupił włość Stanisław Grzębski. Najprawdopodobniej po roku 1817 doszło do podziału dóbr łabuńskich: Łabunie, Wólka Łabuńska i Lubinstok stały się własnością hrabiego Feliksa Tarnowskiego, zaś Łabuńki z Kolonią, Mocówką i Jatutowa przeszły na własność Karśnickich, a przed rokiem 1880 – Teodora Kaszowskiego Od około 1920 dziedzicem Jatutowa był Jan Kołaczkowski, a po 1928 – jego spadkobiercy: Elżbieta, Krystyna, Andrzej i Jan Kołaczkowscy.
Podczas oblężenia Zamościa przez Rosjan 4 kwietnia 1813 polscy obrońcy twierdzy przedsięwzięli wypad do Jatutowa celem zniszczenia przepraw wodnych.
Spis z 1827 roku notował wieś w powiecie tomaszowskim i parafii Łabunie. Liczyła wówczas 27 domów i 208 mieszkańców. W ostatnim dwudziestoleciu XIX w. Jatutów należał do gminy i parafii Łabunie i liczył 34 domy i 384 mieszkańców. Wówczas istniały tu: cegielnia, produkująca klinkier, która była własnością państwową; fabryka powozów; fabryka gilz; mydlarnia i zakład wytwarzający narzędzia rolnicze. Największym zakładem jatutowskim był browar ordynacki. W roku 1896 wytwarzał 80 000 wiader piwa, o wartości 56 500 rubli.; natomiast w trzy lata później produkował już tylko 33 500 wiader piwa. W 1904 roku K. Lotz wybudował tu turbinowy młyn wodny. Według spisu z 1921 roku wieś liczyła 75 domów i 514 mieszkańców, w tym 3 Ukraińców. W 1929 roku browar jatutowski był we władaniu [dzierżawie] E. Czernego, a młyn należał do Sz. Wagnera. W 1936 i roku browar był w posiadaniu Jana Stanisława Kołaczkowskiego, a w 1937 roku został sprzedany za 22 500 złp.
W roku 1933, pod wpływem agitacji Komunistycznej Partii Polski, nie doszło do rozpoczęcia prac komasacyjnych. Celem akcji miała być rzekoma ochrona chłopskich gospodarstw przed ich degradacją, a środkiem do jej realizacji działalność antykomasacyjna.
Podczas okupacji hitlerowskiej wieś została wysiedlona 22 grudnia 1942. Do Jatutowa i innych wysiedlonych miejscowości sprowadzono Niemców z Besarabii, Bułgarii, Jugosławii i ZSRR oraz lokalnych volksdeutschów.
W dzień Bożego Ciała 1946 w zasadzce zorganizowanej przez Urząd Bezpieczeństwa zginęło 4 członków organizacji WiN, zaś w lipcu tego samego roku w „kotle” w miejscowym sklepie spożywczym W. Łygasa – 2 członków WiN. Śledztwo przeprowadzone przez podziemie ustaliło, że zginęli na skutek donosu kierownika miejscowego browaru. Komendant obwodu zamojskiego WiN wydał wyrok śmierci na niego oraz funkcjonariusza Milicji Obywatelskiej – odbiorcy donosu. 13 maja wyrok wykonano tylko częściowo, bowiem autora donosu od śmierci uratowała osobista interwencja komendanta rejonu, który był krewnym skazanego. W czerwcu 1946 r., po przeprowadzeniu referendum, członkowie WiN wykonali wyrok na przewodniczącym miejscowej komisji wyborczej. Nocą z 30 na 31 grudnia 1946 roku oddział WiN por. Stanisława Jasińskiego „Samotnego” zaatakował mieszczący się w browarze lokal wyborczy i zlikwidował członka PPR Stanisława Grabca – kierownika Browaru, oraz 3 - 4 milicjantów z ochrony. „Samotny” zostawił kartkę z podpisem o treści: „Tak płaci i będzie płacił oddział »Zapory« zdrajcom Ojczyzny”.
W latach 50. rozebrano młyn wodny. W latach 70. zbudowano społecznie zlewnię mleka; a w latach 80. świetlicę wiejską i dwa mosty na Łabuńce. W czynie społecznym świetlicę zbudowali mieszkańcy tego sołectwa. Od początku w budynku, zgodnie z jego przeznaczeniem, odbywały się spotkania wiejskie, Koła Gospodyń Wiejskich i młodzieży. W 1987 mieszkańcy Jatutowa, jako pierwsi w gminie, założyli gazociąg. W 1989 rozbudowano sieć telefoniczną. Społecznie – oraz dzięki inwestycjom gminnym – wybudowano podstawową sieć dróg. Około 1996 upadł browar – jedyny zakład przemysłowy w miejscowości. W 2010 roku Gminny Zakład Obsługi Komunalnej przeprowadził gruntowny remont wewnątrz obiektu świetlicy wiejskiej, a w 2014 roku przeprowadzono modernizacja świetlicy – w praktyce oznaczało to zewnętrzny remont obiektu. W 2014 rozpoczęto prace w ramach projektu pod nazwą „Budowa światłowodowej infrastruktury dostępu do internetu na obszarze gminy Zamość i Szczebrzeszyn” do większości domów w miejscowościach w około Zamościa (w tym w Jatutowie) doprowadzane zostają kable światłowodowe.

## Znaleziska archeologiczne
W obrębie wsi odkryto 4 wielokulturowe punkty osadnicze. Najstarsze fragmentów naczyń glinianych i jednego narzędzia krzemiennego pochodzą z wczesnej epoki brązu (2200–1600 r. p.n.e.). Znaleziono także pozostałości kultury łużyckiej (1200–400 r. p.n.e.) oraz ślady wpływu kultury rzymskiej (I-V w. n.e.). Ponadto znaleziono ceramikę z okresu wczesnośredniowiecznego, średniowiecza i okresu nowożytnego.